# Chelonis R. Jones
Chelonis Ridgeway Jones, connu plus simplement sous le nom Chelonis R. Jones, est un chanteur et compositeur américain de House. Établi en Allemagne, il a collaboré avec de nombreux artistes européens, dont les plus connus sont Röyksopp, Marc Romboy, Tocadisco, Oliver Huntemann ou encore Booka Shade. Il compose aussi ses propres morceaux et sort des maxis et des albums en son nom propre.